# Digue de Richelieu

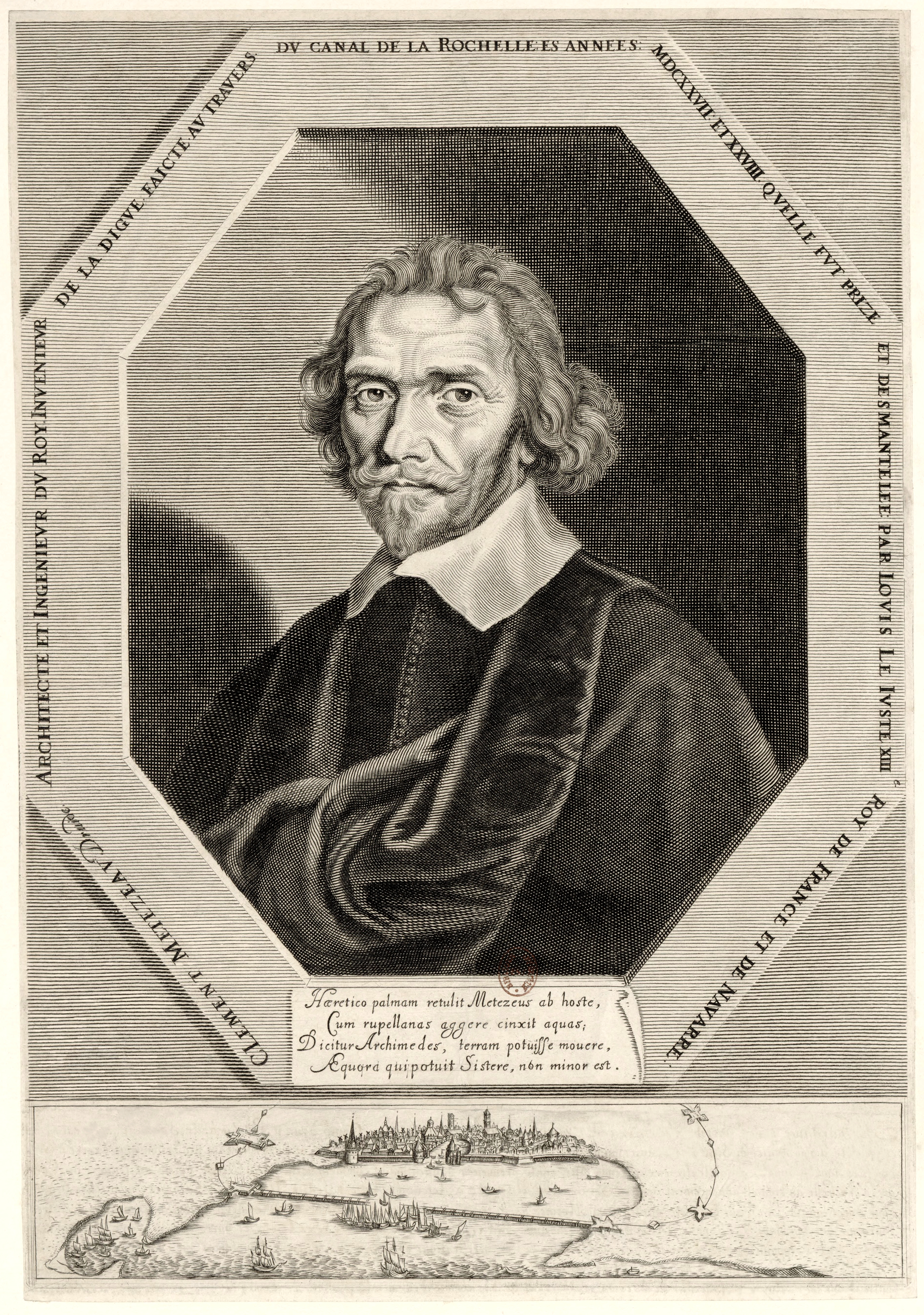
Clément Métezeau et la digue de La Rochelle

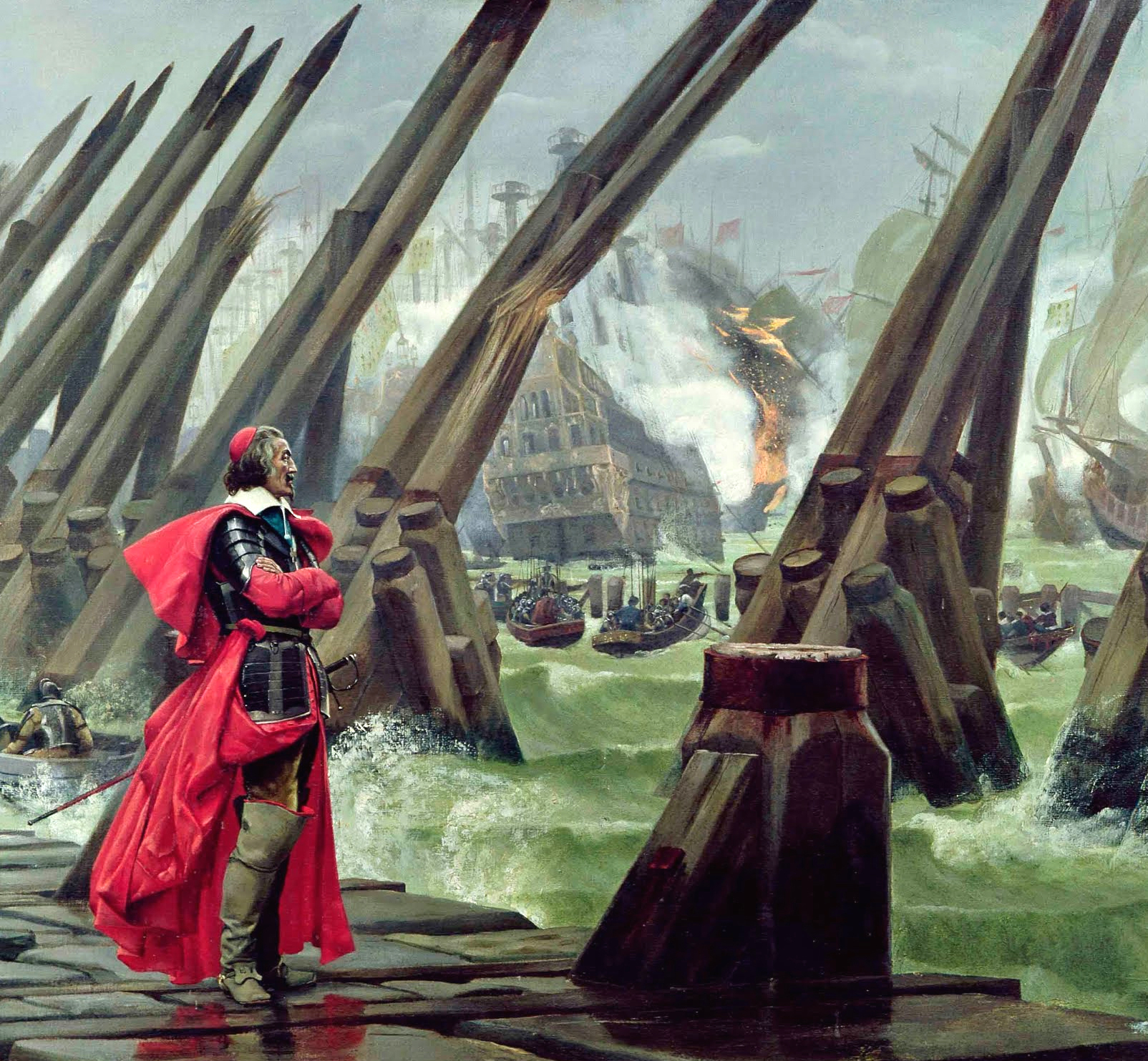
Richelieu sur la digue de La Rochelle, par Henri-Paul Motte (détail).

La digue de Richelieu est une digue qui a été construite à La Rochelle lors du siège mené entre 1627 et 1628 par le cardinal de Richelieu, pour empêcher le ravitaillement de la ville par la mer.
L'idée en a été proposée au cardinal de Richelieu par Clément Métezeau, architecte du roi, et Jean Thiriot, entrepreneur parisien de maçonnerie, le 30 novembre 1627. Le principe étant de fermer le chenal du port de La Rochelle, qui fait environ 1 600 mètres, par une digue perpendiculaire de 1 400 mètres, ouverte en son milieu, et défendue par de nombreux navires.
Richelieu donne son accord pour le projet, et 4 000 ouvriers grassement rémunérés, dont beaucoup de soldats et des maçons de la Creuse, se mettent immédiatement à l’œuvre. S’appuyant sur des navires coulés et préalablement maçonnés, la digue fait 1 500 mètres de longueur. Large de 16 mètres à la base (8 toises) et de 8 mètres à son sommet (4 toises), elle est haute de 20 mètres, et armée de canons pointés vers le large, afin d’empêcher le ravitaillement par mer.
La digue se composait de deux parties, l'une partant de la rive nord de la baie (en un point situé actuellement entre le haut du Mail et la baie de Port-neuf), l'autre de la rive sud (actuelle pointe des Minimes).
Elle était donc ouverte au milieu pour le passage des marées. "Afin qu'aucun de secours n'osât entreprendre d'y passer, on fit un fort au milieu de ladite ouverture, un peu avancé dans la mer". Et, "pour fermer le passage à quelques petits vaisseaux, on fit d'autres machines qui tenaient toute l'ouverture".

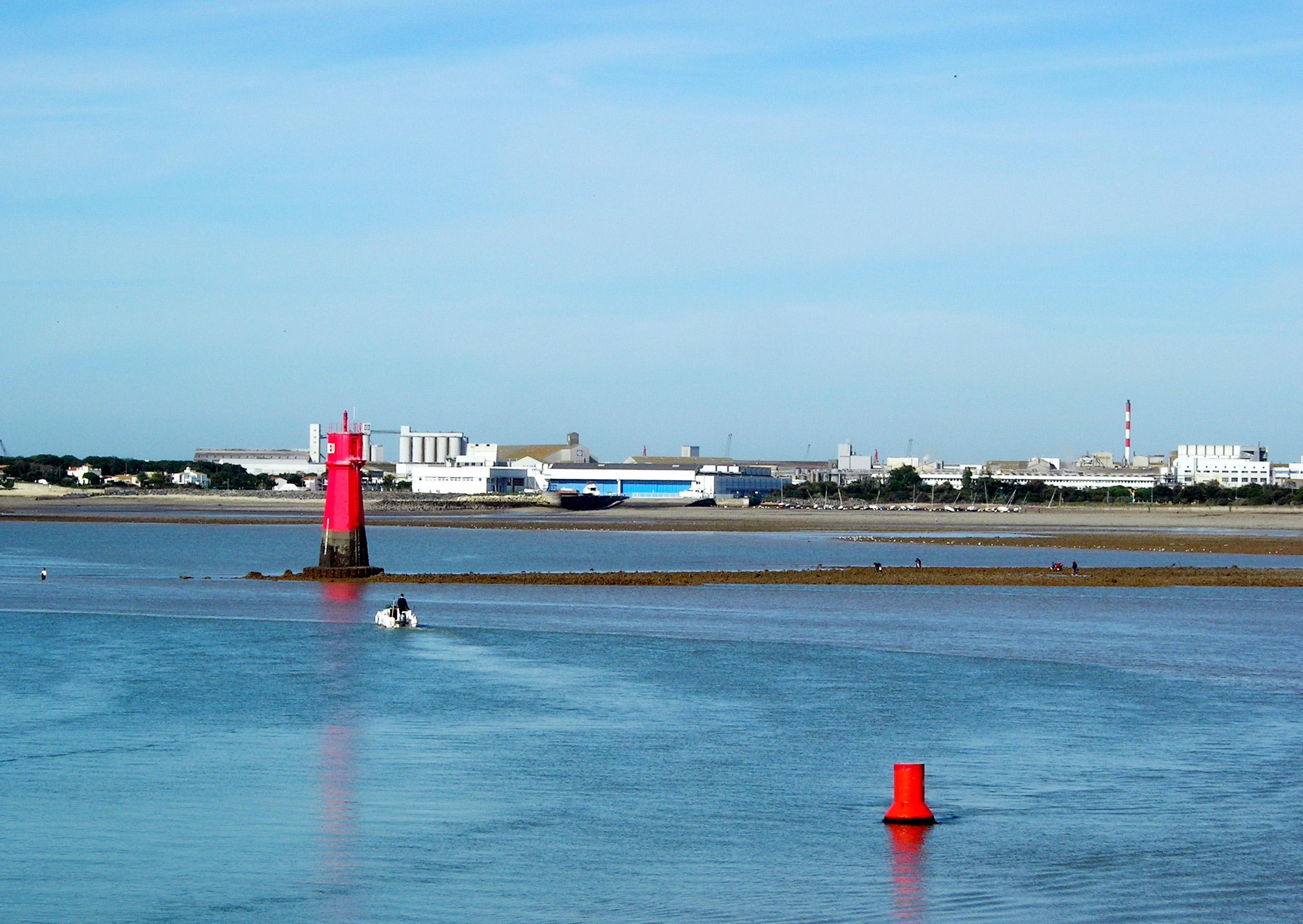
La tour Richelieu, à l'entrée du chenal.

 L’ouvrage s’avère particulièrement efficace, et contraint à plusieurs reprises, sous l’échange de tirs nourris, les navires anglais venus en renfort à rebrousser chemin. En empêchant le ravitaillement et les renforts anglais d'atteindre la ville, l'ouvrage a joué un rôle considérable dans sa chute. Le 28 octobre 1628, la ville affamée capitule de manière inconditionnelle. Sur les 28 000 habitants que comptait la ville avant le siège, il ne reste que 5 500 survivants.
Au début du mois de novembre 1628, dix jours après la reddition, une forte tempête de suroît emporta les chandeliers et une grande partie de la digue, de sorte qu'un navire flamand de 200 tonneaux put la franchir sans encombre.
Au début des années 1970 la digue ouest du port de plaisance des Minimes a été construite sur le tracé de la partie sud de la digue de Richelieu et en a recouvert les vestiges.
La tour Richelieu, à l'entrée du chenal d'accès au port des Minimes et du Vieux port, marque l'extrémité de la partie nord de l'ancienne digue de Richelieu dont les restes sont visibles à marée basse.

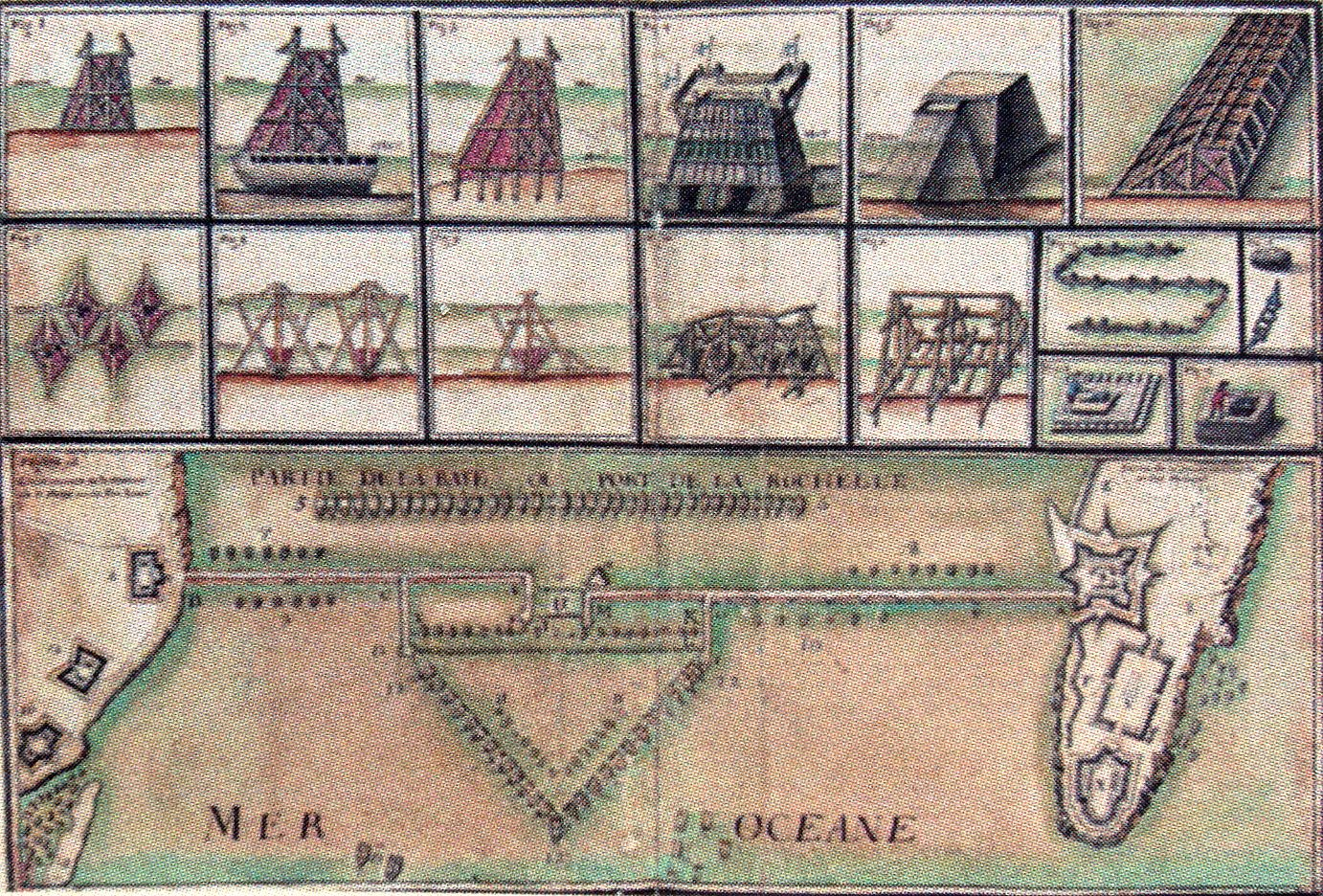
Plan de H.Bachot, modifié et complété par Claude Masse relatif à la construction de la digue de La Rochelle.